# Березина (Вологодская область)
Березина — деревня в Вытегорском районе Вологодской области.
Входит в состав Андомского сельского поселения, с точки зрения административно-территориального деления — в Андомский сельсовет.
Расстояние по автодороге до районного центра Вытегры — 33,5 км, до центра муниципального образования села Андомский Погост — 1,5 км. Ближайшие населённые пункты — Андомский Погост, Кюрзино, Ладина, Маковская, Митрово, Михалево, Сергеево.
По данным переписи в 2002 году постоянного населения не было.